# Alina Sorescu

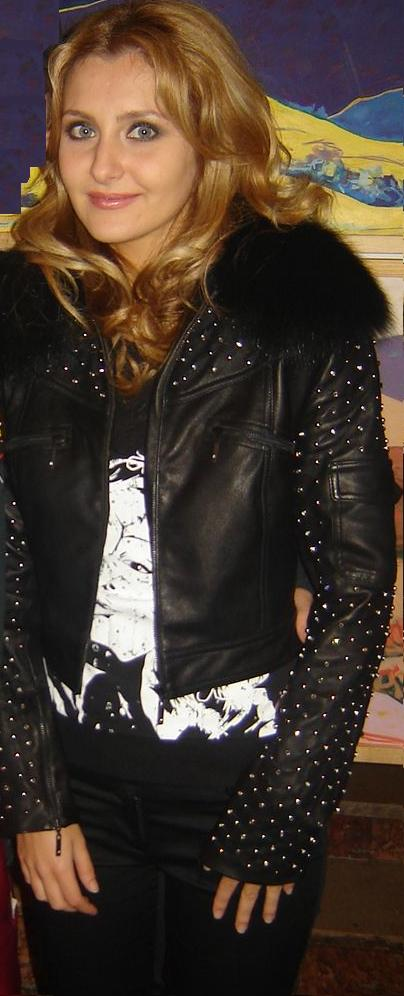

Alina Luminița Sorescu (* 1986) ist eine rumänische Sängerin.

## Leben und Karriere
Bereits im Alter von acht Jahren gewann sie 1994 den ersten Preis beim Kinder-Musikfestival in Bukarest und wiederholte diesen Erfolg zwei Jahre später auf nationaler Ebene. Mit elf Jahren veröffentlichte sie ihr Debütalbum "Voi fi o stea" ("Ich werde ein Star sein"). 1999 unternahm sie eine Europatournee mit Auftritten in Frankreich, Italien, Belgien und den Niederlanden. Später studierte sie Soziologie an der Universität Bukarest.
Neben ihrer Sängerkarriere ist sie auch als Fernsehmoderatorin tätig. Die moderierte verschiedene Sendungen wie Ploaia de stele, Vacanță în stil mare, Ora fără catalog, Portativul piticilor, Matinal de vacanță und Tonomatul DP2.
2008 und 2009 präsentierte sie Rumäniens Partitur beim Eurovision Song Contest. 2016 sang sie die rumänische Version des Titellieds zu Die Garde der Löwen. Sorescu war mit dem Designer Alexandru Ciucu verheiratet, mit dem sie zwei Kinder hat.